# Major League Soccer 2023
Navigation
Édition précédente Édition suivante
La Major League Soccer 2023 est la 28e saison de la Major League Soccer, le championnat professionnel de soccer d'Amérique du Nord. Elle est composée de vingt-neuf équipes (vingt-six des États-Unis et trois du Canada). À partir de cette saison, la formation du St. Louis City SC se rajoute à la MLS, ceci amenant le Nashville SC à faire le chemin inverse à 2022 et ainsi retourner dans l'Est. Le Los Angeles FC, vainqueur en 2022 pour la première fois de son histoire, est le tenant du titre.
Cinq places qualificatives pour la nouvelle mouture de la Coupe des champions de la CONCACAF 2024 y sont attribuées et, pour la première fois de l'histoire de la ligue, les franchises canadiennes peuvent se qualifier via la MLS et non plus seulement via le Championnat canadien. La première est décernée au vainqueur de la Coupe de la Major League Soccer, la deuxième place revient au vainqueur du Supporters' Shield, la troisième à l'autre équipe terminant première de sa conférence en saison régulière tandis que les deux dernières sont attribuées aux formations suivantes les mieux classées en saison régulière.
Pour cause de calendrier trop chargé, seules les sept meilleures équipes de la saison régulière non qualifiées pour la Coupe des champions de la CONCACAF 2024 disputent la Coupe des États-Unis de soccer 2024.
Houston étant la seule équipe à disputer les deux épreuves
Cette édition 2023 de la Major League Soccer est aussi marquée par l'apparition d'une pause estivale d'environ un mois entre le 21 juillet et le 19 août afin de permettre la tenue de la nouvelle version de la Leagues Cup 2023, une compétition voyant s'affronter toutes les équipes de MLS et celles de Liga MX,.
Enfin, la ligue connaît un changement majeur quant à sa couverture médiatique. Les diffuseurs habituels ne conservent la diffusion que de quelques rencontres alors que la plateforme en ligne Apple TV devient diffuseur officiel et en intégralité de la MLS pour les dix prochaines saisons après un accord passé en juin 2022 avec les administrateurs de la ligue.

## Les vingt-neuf franchises participantes

### Carte
| Rapids FC Dallas Sporting Dynamo Los Angeles FC Galaxy Real Salt Lake Earthquakes Sounders Minnesota Timbers Whitecaps Austin Nashville Fire Crew D.C. United Montréal Revolution Orlando City Union Red Bulls New York · City FC Toronto FC Atlanta FC Cincinnati Inter Miami Charlotte St. Louis |

| - Association de l'Ouest - Austin FC - Rapids du Colorado - FC Dallas - Dynamo de Houston - Sporting Kansas City - Galaxy de Los Angeles - Los Angeles FC - Minnesota United - Timbers de Portland - St. Louis City SC (N) - Real Salt Lake - Earthquakes de San José - Sounders de Seattle - Whitecaps de Vancouver | - Association de l'Est - Atlanta United - Charlotte FC - Fire de Chicago - FC Cincinnati - Crew de Columbus - D.C. United - Inter Miami - CF Montréal - Nashville SC - New York City FC - Orlando City SC - Red Bulls de New York - Revolution de la Nouvelle-Angleterre - Union de Philadelphie - Toronto FC |

### Participants
| Équipe                               | Entraîneur                  | Stade                      | Capacité |
| ------------------------------------ | --------------------------- | -------------------------- | -------- |
| Atlanta United                       | Gonzalo Pineda              | Mercedes-Benz Stadium      | 73 019   |
| Austin FC                            | Josh Wolff                  | Q2 Stadium                 | 20 500   |
| Charlotte FC                         | Christian Lattanzio (en)    | Bank of America Stadium    | 75 412   |
| Fire de Chicago                      | Frank Klopas (intérim)      | Soldier Field              | 24 955   |
| FC Cincinnati                        | Pat Noonan                  | TQL Stadium                | 26 000   |
| Rapids du Colorado                   | Chris Little (intérim)      | Dick's Sporting Goods Park | 18 061   |
| Crew de Columbus                     | Wilfried Nancy              | Lower.com Field            | 20 011   |
| FC Dallas                            | Nico Estévez                | Toyota Stadium             | 20 500   |
| D.C. United                          | Wayne Rooney                | Audi Field                 | 20 000   |
| Dynamo de Houston                    | Ben Olsen                   | Shell Energy Stadium       | 22 039   |
| Galaxy de Los Angeles                | Greg Vanney                 | Dignity Health Sports Park | 27 000   |
| Los Angeles FC                       | Steve Cherundolo            | BMO Stadium                | 22 000   |
| Inter Miami                          | Gerardo Martino             | Drive Pink Stadium         | 21 000   |
| Minnesota United                     | Adrian Heath                | Allianz Field              | 19 400   |
| CF Montréal                          | Hernán Losada               | Stade Saputo               | 19 619   |
| Nashville SC                         | Gary Smith                  | Geodis Park                | 30 000   |
| Revolution de la Nouvelle-Angleterre | Richie Williams (intérim)   | Gillette Stadium           | 20 000   |
| New York City FC                     | Nick Cushing (en)           | Yankee Stadium             | 30 321   |
| Red Bulls de New York                | Troy Lesesne (en) (intérim) | Red Bull Arena             | 25 000   |
| Orlando City                         | Óscar Pareja                | Exploria Stadium           | 25 500   |
| Union de Philadelphie                | Jim Curtin                  | Subaru Park                | 18 500   |
| Timbers de Portland                  | Miles Joseph (intérim)      | Providence Park            | 25 218   |
| Real Salt Lake                       | Pablo Mastroeni             | Rio Tinto Stadium          | 20 213   |
| Earthquakes de San José              | Luchi Gonzalez              | PayPal Park                | 18 000   |
| Sounders de Seattle                  | Brian Schmetzer             | Lumen Field                | 37 722   |
| Sporting de Kansas City              | Peter Vermes                | Children's Mercy Park      | 18 467   |
| St. Louis City                       | Bradley Carnell             | CityPark                   | 22 500   |
| Toronto FC                           | Terry Dunfield (intérim)    | BMO Field                  | 28 351   |
| Whitecaps de Vancouver               | Vanni Sartini               | BC Place                   | 22 120   |

Légende des couleurs
- Huitièmes de finale de la Ligue des champions 2023

### Changements d'entraîneurs
| Club                                 | Entraîneur(s) partant(s) | Motif du départ                                  | Date de départ   | Position   | Entraîneur(s) arrivant(s)   | Date d'arrivée   |
| ------------------------------------ | ------------------------ | ------------------------------------------------ | ---------------- | ---------- | --------------------------- | ---------------- |
| Crew de Columbus                     | Caleb Porter             | Renvoi                                           | 10 octobre 2022  | Pré-saison | Wilfried Nancy              | 6 décembre 2022  |
| Dynamo de Houston                    | Kenny Bundy (intérim)    | Fin de l'intérim                                 | 8 novembre 2022  | Pré-saison | Ben Olsen                   | 8 novembre 2022  |
| Earthquakes de San José              | Alex Covelo (intérim)    | Fin de l'intérim                                 | 1er janvier 2023 | Pré-saison | Luchi Gonzalez              | 1er janvier 2023 |
| CF Montréal                          | Wilfried Nancy           | Départ pour le Crew de Columbus                  | 6 décembre 2022  | Pré-saison | Hernán Losada               | 21 décembre 2022 |
| Red Bulls de New York                | Gerhard Struber          | Renvoi                                           | 8 mai 2023       | 15e (E)    | Troy Lesesne (en) (intérim) | 8 mai 2023       |
| Fire de Chicago                      | Ezra Hendrickson         | Renvoi                                           | 8 mai 2023       | 14e (E)    | Frank Klopas (intérim)      | 8 mai 2023       |
| Inter Miami                          | Phil Neville             | Renvoi                                           | 1er juin 2023    | 15e (E)    | Javier Morales (intérim)    | 1er juin 2023    |
| Toronto FC                           | Bob Bradley              | Renvoi                                           | 26 juin 2023     | 14e (E)    | Terry Dunfield (intérim)    | 26 juin 2023     |
| Inter Miami                          | Javier Morales (intérim) | Fin de l'intérim                                 | 28 juin 2023     | 15e (E)    | Gerardo Martino             | 28 juin 2023     |
| Revolution de la Nouvelle-Angleterre | Bruce Arena              | Enquête administrative suspensive puis démission | 1er août 2023    | 3e (E)     | Richie Williams (intérim)   | 1er août 2023    |
| Timbers de Portland                  | Giovanni Savarese        | Renvoi                                           | 21 août 2023     | 12e (O)    | Miles Joseph (intérim)      | 21 août 2023     |
| Rapids du Colorado                   | Robin Fraser             | Renvoi                                           | 5 septembre 2023 | 14e (O)    | Chris Little (intérim)      | 5 septembre 2023 |

## Format de la compétition
Chaque équipe joue trente-quatre rencontres, dont vingt-six face à chacun de ses adversaires de la même conférence (une fois à domicile, une fois à l'extérieur), les huit (quatre à domicile et quatre à l'extérieur) matchs restants étant joués ainsi :
- Les quinze équipes de la Conférence Est jouent six matchs face à des formations de la Conférence Ouest.
- Les quatorze équipes de la Conférence Ouest jouent une ou deux rencontres additionnelles face à un rival de la même association et six ou sept parties contre des franchises de l'association opposée.

En cas d'égalité, les critères suivants départagent les équipes :
1. Nombre de victoires
2. Différence de buts générale
3. Nombre de buts marqués
4. Classement du fair-play
5. Différence de buts à l'extérieur
6. Nombre de buts marqués à l'extérieur
7. Tirage à la pièce[24]

Les sept meilleures équipes de chaque association sont qualifiées pour le premier tour des séries éliminatoires. Les équipes finissant huitième et neuvième dans chaque association s'affrontent dans un match éliminatoire pour accéder à ce premier tour. Pour le premier tour, les équipes s'affrontent en format aller-retour avec un éventuel match d'appui chez le mieux classé afin de déterminer le meilleur club en trois matchs. Si une rencontre se conclut par un match nul, il n'y a pas de prolongations et une séance de tirs au but est organisée. À partir des demi-finales de conférence, les affrontements se décident sur une seule partie tenue chez la franchise la mieux classée et une période de prolongations puis une séance de tirs au but peuvent être disputées.

## Saison régulière

### Classements des conférences Ouest et Est
| Rang | Équipe                  | Pts | J  | G  | N  | P  | Bp | Bc | Diff |
| ---- | ----------------------- | --- | -- | -- | -- | -- | -- | -- | ---- |
| 1    | St. Louis City          | 56  | 34 | 17 | 5  | 12 | 62 | 45 | +17  |
| 2    | Sounders de Seattle     | 53  | 34 | 14 | 11 | 9  | 41 | 32 | +9   |
| 3    | Los Angeles FC T        | 52  | 34 | 14 | 10 | 10 | 54 | 39 | +15  |
| 4    | Dynamo de HoustonC      | 51  | 34 | 14 | 9  | 11 | 51 | 38 | +13  |
| 5    | Real Salt Lake          | 50  | 34 | 14 | 8  | 12 | 48 | 50 | -2   |
| 6    | Whitecaps de Vancouver  | 48  | 34 | 12 | 12 | 10 | 55 | 48 | +7   |
| 7    | FC Dallas               | 46  | 34 | 11 | 13 | 10 | 41 | 37 | +4   |
| 8    | Sporting de Kansas City | 44  | 34 | 12 | 8  | 14 | 48 | 51 | -3   |
| 9    | Earthquakes de San José | 44  | 34 | 10 | 14 | 10 | 39 | 43 | -4   |
| 10   | Timbers de Portland     | 43  | 34 | 11 | 10 | 13 | 46 | 58 | -12  |
| 11   | Minnesota United        | 41  | 34 | 10 | 11 | 13 | 46 | 51 | -5   |
| 12   | Austin FC               | 39  | 34 | 10 | 9  | 15 | 49 | 55 | -6   |
| 13   | Galaxy de Los Angeles   | 36  | 34 | 8  | 12 | 14 | 51 | 67 | -16  |
| 14   | Rapids du Colorado      | 27  | 34 | 5  | 12 | 17 | 26 | 54 | -28  |

| Rang | Équipe                               | Pts | J  | G  | N  | P  | Bp | Bc | Diff |
| ---- | ------------------------------------ | --- | -- | -- | -- | -- | -- | -- | ---- |
| 1    | FC Cincinnati                        | 69  | 34 | 20 | 9  | 5  | 57 | 39 | +18  |
| 2    | Orlando City                         | 63  | 34 | 18 | 9  | 7  | 55 | 39 | +16  |
| 3    | Crew de Columbus                     | 57  | 34 | 16 | 9  | 9  | 67 | 46 | +21  |
| 4    | Union de Philadelphie                | 55  | 34 | 15 | 10 | 9  | 57 | 41 | +16  |
| 5    | Revolution de la Nouvelle-Angleterre | 55  | 34 | 15 | 10 | 9  | 58 | 46 | +12  |
| 6    | Atlanta United                       | 51  | 34 | 13 | 12 | 9  | 66 | 53 | +13  |
| 7    | Nashville SC                         | 49  | 34 | 13 | 10 | 11 | 39 | 32 | +7   |
| 8    | Red Bulls de New York                | 43  | 34 | 11 | 10 | 13 | 36 | 39 | -3   |
| 9    | Charlotte FC                         | 43  | 34 | 10 | 13 | 11 | 45 | 52 | -7   |
| 10   | CF Montréal                          | 41  | 34 | 12 | 5  | 17 | 36 | 52 | -16  |
| 11   | New York City FC                     | 41  | 34 | 9  | 14 | 11 | 35 | 39 | -4   |
| 12   | D.C. United                          | 40  | 34 | 10 | 10 | 14 | 45 | 49 | -4   |
| 13   | Fire de Chicago                      | 40  | 34 | 10 | 10 | 14 | 39 | 51 | -12  |
| 14   | Inter Miami L                        | 34  | 34 | 9  | 7  | 18 | 41 | 54 | -13  |
| 15   | Toronto FC                           | 22  | 34 | 4  | 10 | 20 | 26 | 59 | -33  |

- Supporters' Shield et qualifications pour les séries éliminatoires et la Coupe des champions 2024
- Qualification pour les quarts de finale de conférence des séries éliminatoires et la Coupe des champions 2024
- Qualification pour les quarts de finale de conférence des séries éliminatoires
- Qualification pour le premier tour des séries éliminatoires
- Vainqueur de la Leagues Cup et qualification pour la Coupe des champions 2024

T : Tenant du titre
C : Vainqueur de la Coupe des États-Unis 2023
L : Vainqueur de la Leagues Cup 2023

### Résultats

#### Conférence Ouest
| Résultats (▼dom., ►ext.)                                   | AUS | COL | DAL | HOU | LAG | LAFC | MIN | POR | STL | RSL | SJ  | SEA | SKC | VAN | AUS | DAL | LAG | LAFC | MIN | POR | RSL | SJ  | SEA | SKC | VAN |
| Austin FC                                                  |     | 1-1 | 0-1 | 3-0 | 3-3 | 2-4  | 2-1 | 1-2 | 2-3 | 1-2 | 2-2 | 1-2 | 2-1 | 0-0 |     | 3-0 |     |      |     |     |     |     |     |     |     |
| Rapids du Colorado                                         | 1-0 |     | 2-1 | 0-0 | 0-0 | 0-0  | 1-2 | 0-0 | 1-1 | 2-3 | 0-0 | 1-2 | 0-0 | 2-2 |     |     |     |      |     |     | 0-1 |     |     |     |     |
| FC Dallas                                                  | 1-0 | 1-1 |     | 1-1 | 3-1 | 2-0  | 0-1 | 1-1 | 2-0 | 2-1 | 1-1 | 1-1 | 2-1 | 2-1 |     |     |     |      |     |     |     |     |     |     |     |
| Dynamo de Houston                                          | 2-0 | 5-1 | 0-0 |     | 3-0 | 4-0  | 0-3 | 5-0 | 0-0 | 0-0 | 4-1 | 0-1 | 2-2 | 4-1 | 2-1 |     |     |      |     |     |     |     |     |     |     |
| Galaxy de Los Angeles                                      | 2-0 | 1-3 | 1-4 | 0-0 |     | 2-3  | 4-3 | 3-3 | 2-2 | 2-2 | 2-1 | 1-2 | 2-2 | 1-1 |     |     |     | 2-1  |     |     |     |     |     |     |     |
| Los Angeles FC                                             | 3-0 | 4-0 | 2-1 | 0-1 | 4-2 |      | 5-1 | 3-2 | 3-0 | 0-1 | 2-1 | 1-0 | 1-1 | 2-3 |     |     |     |      |     |     |     | 1-1 |     |     |     |
| Minnesota United                                           | 1-4 | 3-0 | 0-0 | 1-0 | 5-2 | 1-1  |     | 4-1 | 1-2 | 1-1 | 1-1 | 1-1 | 0-1 | 1-1 |     |     |     |      |     |     |     |     |     |     |     |
| Timbers de Portland                                        | 2-2 | 3-2 | 1-0 | 1-3 | 0-0 | 2-0  | 0-1 |     | 1-2 | 2-1 | 2-1 | 4-1 | 1-0 | 3-1 |     |     |     |      |     |     |     |     |     |     | 2-3 |
| St. Louis City                                             | 6-3 | 2-0 | 2-1 | 3-0 | 1-1 | 0-0  | 0-1 | 1-2 |     | 1-3 | 3-0 | 0-2 | 4-0 | 3-1 |     |     |     |      |     |     |     |     |     | 4-1 |     |
| Real Salt Lake                                             | 1-2 | 2-0 | 1-3 | 0-3 | 2-3 | 0-3  | 2-2 | 0-0 | 0-4 |     | 3-1 | 0-0 | 2-3 | 2-1 |     |     |     |      |     |     |     |     |     |     |     |
| Earthquakes de San José                                    | 1-1 | 1-0 | 1-1 | 2-1 | 2-2 | 2-1  | 1-1 | 0-0 | 1-2 | 2-1 |     | 2-0 | 3-0 | 2-1 |     |     | 2-3 |      |     |     |     |     |     |     |     |
| Sounders de Seattle                                        | 1-2 | 4-0 | 1-1 | 1-0 | 2-1 | 0-0  | 1-0 | 0-0 | 3-0 | 2-0 | 0-1 |     | 1-2 | 0-0 |     |     |     |      |     | 2-2 |     |     |     |     |     |
| Sporting de Kansas City                                    | 4-1 | 0-1 | 2-1 | 2-1 | 0-0 | 1-2  | 3-0 | 4-1 | 2-1 | 2-2 | 3-0 | 1-4 |     | 3-0 |     |     |     |      | 3-1 |     |     |     |     |     |     |
| Whitecaps de Vancouver                                     | 2-1 | 0-0 | 1-1 | 6-2 | 4-2 | 1-1  | 3-2 | 1-0 | 3-0 | 1-2 | 0-1 | 2-0 | 1-1 |     |     |     |     |      |     |     |     |     | 2-3 |     |     |
| - Victoire à domicile - Match nul - Victoire à l'extérieur |     |     |     |     |     |      |     |     |     |     |     |     |     |     |     |     |     |      |     |     |     |     |     |     |     |

#### Conférence de l'Est
| Résultats (▼dom., ►ext.)                                   | ATL | CHI | CHA | CIN | CLB | DCU | MIA | MTL | NSH | N-A | NYFC | NYRB | ORL | PHI | TOR |
| Atlanta United                                             |     | 2-1 | 1-3 | 1-2 | 1-1 | 3-1 | 5-2 | 4-1 | 4-0 | 3-3 | 2-2  | 1-0  | 1-2 | 2-0 | 1-1 |
| Fire de Chicago                                            | 3-3 |     | 0-2 | 3-3 | 1-2 | 0-0 | 4-1 | 3-0 | 1-0 | 2-2 | 1-1  | 1-1  | 1-3 | 2-2 | 1-0 |
| Charlotte FC                                               | 0-3 | 2-1 |     | 2-2 | 1-0 | 0-0 | 1-0 | 0-0 | 1-2 | 0-1 | 3-2  | 1-1  | 1-1 | 2-2 | 3-0 |
| FC Cincinnati                                              | 2-2 | 1-0 | 3-0 |     | 3-2 | 2-1 | 1-0 | 3-0 | 3-1 | 2-2 | 3-0  | 1-2  | 0-1 | 1-0 | 3-0 |
| Crew de Columbus                                           | 6-1 | 3-0 | 4-2 | 3-0 |     | 2-0 | 1-2 | 2-1 | 2-0 | 1-1 | 1-1  | 2-1  | 2-2 | 1-1 | 2-0 |
| D.C. United                                                | 1-1 | 4-0 | 3-0 | 3-0 | 0-2 |     | 2-2 | 2-2 | 1-1 | 1-2 | 2-0  | 3-5  | 1-1 | 1-3 | 3-2 |
| Inter Miami                                                | 2-1 | 2-3 | 2-2 | 0-1 | 2-2 | 1-2 |     | 2-0 | 0-0 | 2-1 | 1-1  | 0-1  | 1-3 | 2-0 | 4-0 |
| CF Montréal                                                | 0-1 | 0-0 | 2-0 | 1-1 | 2-4 | 0-1 | 1-0 |     | 1-0 | 1-0 | 0-1  | 2-0  | 2-0 | 3-2 | 2-0 |
| Nashville SC                                               | 3-1 | 3-0 | 1-1 | 0-1 | 3-1 | 2-0 | 2-1 | 2-0 |     | 3-2 | 2-0  | 0-1  | 0-1 | 0-2 | 0-0 |
| Revolution de la Nouvelle-Angleterre                       | 2-1 | 3-3 | 2-1 | 1-1 | 1-2 | 4-0 | 3-1 | 4-0 | 1-0 |     | 1-1  | 1-0  | 3-1 | 2-1 | 2-1 |
| New York City FC                                           | 1-1 | 1-0 | 1-1 | 1-3 | 1-1 | 3-2 | 1-0 | 2-0 | 2-1 | 0-0 |      | 0-0  | 2-0 | 1-3 | 1-1 |
| Red Bulls de New York                                      | 4-0 | 0-1 | 2-2 | 1-2 | 2-1 | 1-0 | 0-2 | 2-1 | 0-0 | 2-1 | 1-0  |      | 0-3 | 0-1 | 3-0 |
| Orlando City                                               | 1-1 | 3-1 | 1-2 | 0-0 | 4-3 | 1-3 | 1-1 | 3-0 | 0-2 | 3-2 | 1-1  | 1-0  |     | 2-2 | 4-0 |
| Union de Philadelphie                                      | 3-2 | 1-0 | 1-0 | 2-2 | 4-1 | 0-0 | 4-1 | 3-0 | 0-0 | 3-0 | 2-1  | 4-1  | 1-2 |     | 4-2 |
| Toronto FC                                                 | 2-2 | 0-0 | 2-2 | 2-3 | 1-1 | 2-1 | 2-0 | 2-3 | 1-1 | 0-2 | 1-0  | 0-0  | 0-2 | 3-1 |     |
| - Victoire à domicile - Match nul - Victoire à l'extérieur |     |     |     |     |     |     |     |     |     |     |      |      |     |     |     |

#### Match inter-conférences
| Résultats (▼dom., ►ext.)                                   | ATL | CHA | CHI | CIN | CLB | DCU | MIA | MTL | NSH | N-A | NYFC | NYRB | ORL | PHI | TOR |
| Austin FC                                                  |     |     |     |     |     | 3-0 |     | 1-0 |     |     |      |      |     |     | 1-0 |
| Rapids du Colorado                                         |     |     |     | 0-1 |     |     |     |     |     | 2-1 |      |      |     | 1-2 |     |
| FC Dallas                                                  | 2-2 |     |     |     | 1-1 | 0-1 |     |     | 1-2 |     |      |      |     |     |     |
| Dynamo de Houston                                          |     |     |     |     | 2-0 |     | 1-0 |     |     |     | 1-0  |      |     |     |     |
| Galaxy de Los Angeles                                      |     | 0-1 | 3-0 |     |     |     |     |     |     |     |      |      |     | 3-1 |     |
| Los Angeles FC                                             | 0-0 |     |     |     |     |     | 1-3 |     |     | 4-0 |      |      |     |     |     |
| Minnesota United                                           |     |     |     |     |     |     |     |     |     | 1-1 |      | 1-1  | 1-2 |     | 1-1 |
| Timbers de Portland                                        |     |     | 1-2 |     | 3-2 |     |     |     |     |     | 1-1  |      |     |     |     |
| St. Louis City                                             |     | 3-1 |     | 5-1 |     |     | 3-0 |     |     |     |      |      |     |     |     |
| Real Salt Lake                                             |     | 3-1 |     |     |     |     |     |     |     |     | 0-0  | 3-1  | 4-0 |     |     |
| Earthquakes de San José                                    |     |     |     |     |     |     |     |     | 1-1 |     |      |      |     | 2-1 | 0-0 |
| Sounders de Seattle                                        | 0-2 |     |     |     |     |     |     |     |     |     |      | 1-0  | 0-0 |     |     |
| Sporting de Kansas City                                    |     |     | 0-1 |     |     |     |     | 0-2 | 0-3 |     |      |      |     |     |     |
| Whitecaps de Vancouver                                     |     |     |     | 1-1 |     | 2-2 |     | 5-0 |     |     |      |      |     |     |     |
| - Victoire à domicile - Match nul - Victoire à l'extérieur |     |     |     |     |     |     |     |     |     |     |      |      |     |     |     |

| Résultats (▼dom., ►ext.)                                   | AUS | COL | DAL | HOU | LAG | LAFC | MIN | POR | STL | RSL | SJ  | SEA | SKC | VAN |
| Atlanta United                                             |     | 4-0 |     |     |     |      |     | 5-1 |     |     | 2-1 |     |     |     |
| Charlotte FC                                               |     | 2-2 |     |     |     | 2-1  |     |     | 3-3 |     |     |     |     |     |
| Fire de Chicago                                            |     |     |     |     |     |      | 2-1 |     | 1-0 |     |     |     |     | 0-1 |
| FC Cincinnati                                              |     |     |     | 2-1 |     |      |     | 2-1 | 1-0 |     |     |     |     |     |
| Crew de Columbus                                           |     | 3-2 |     |     | 2-0 |      |     |     |     | 4-0 |     |     |     |     |
| D.C. United                                                |     |     |     |     | 3-0 |      |     |     |     | 1-2 | 0-0 |     |     |     |
| Inter Miami                                                | 1-1 |     | 0-1 |     |     |      |     |     |     |     |     |     | 3-2 |     |
| CF Montréal                                                |     |     |     | 1-1 |     |      | 4-0 | 4-1 |     |     |     |     | 0-2 |     |
| Nashville SC                                               |     |     |     |     |     | 1-1  |     |     | 3-1 |     |     | 0-0 |     |     |
| Revolution de la NA                                        | 2-2 |     |     | 3-0 |     |      |     |     |     |     |     |     | 2-1 |     |
| New York City FC                                           |     |     | 3-1 |     |     |      | 0-2 |     |     |     |     |     |     | 1-1 |
| Red Bulls de New York                                      | 1-1 |     |     | 1-1 |     |      |     |     |     |     | 1-1 |     |     |     |
| Orlando City                                               |     | 2-0 |     |     | 2-0 |      |     |     | 2-1 |     |     |     |     |     |
| Union de Philadelphie                                      |     |     | 1-1 |     |     | 0-0  |     |     |     |     |     |     | 0-0 |     |
| Toronto FC                                                 |     |     |     |     |     |      |     |     | 0-1 | 0-1 |     |     |     | 1-2 |
| - Victoire à domicile - Match nul - Victoire à l'extérieur |     |     |     |     |     |      |     |     |     |     |     |     |     |     |

## Séries éliminatoires

### Règlement
Les sept meilleures équipes de chaque association sont qualifiées pour le premier tour des séries éliminatoires. Les équipes finissant huitième et neuvième dans chaque association s'affrontent dans un match éliminatoire pour accéder à ce premier tour. Pour le premier tour, les équipes s'affrontent en format aller-retour avec un éventuel match d'appui chez le mieux classé afin de déterminer le meilleur club en trois matchs. Si une rencontre se conclut par un match nul, il n'y a pas de prolongations et une séance de tirs au but est organisée. À partir des demi-finales de conférence, les affrontements se décident sur une seule partie tenue chez la franchise la mieux classée et une période de prolongations puis une séance de tirs au but peuvent être disputées.
La finale MLS a lieu sur le terrain de la meilleure équipe en phase régulière. Cette finale se déroule aussi en un seul match, avec prolongation et tirs au but pour départager si nécessaire les équipes.
Le gagnant du championnat se qualifie pour la Coupe des champions de la CONCACAF 2024. Si cette équipe s'était qualifiée pour cette compétition, la place est redistribuée à la meilleure équipe de la saison régulière non encore qualifiée pour cette compétition (en cas de victoire des Whitecaps de Vancouver, il prendrait la place de champion de la MLS et le CF Montréal obtiendrai la place du championnat Canadien comme finaliste).

### Résultats

#### Tableau final
|  | Premier tour | Premier tour            | Premier tour | Premier tour           |    |                         | Demi-finale de conférence | Demi-finale de conférence | Demi-finale de conférence | Demi-finale de conférence |  |  | Finale de conférence | Finale de conférence | Finale de conférence | Finale de conférence |  |  | Coupe MLS 2023 | Coupe MLS 2023 | Coupe MLS 2023 | Coupe MLS 2023 |
|  |              |                         |              |                        |    |                         |                           |                           |                           |                           |  |  |                      |                      |                      |                      |  |  |                |                |                |                |
|  |              |                         |              |                        |    |                         |                           |                           |                           |                           |  |  |                      |                      |                      |                      |  |  |                |                |                |                |
|  | E1           | FC Cincinnati           | 2            | 2                      |    |                         |                           |                           |                           |                           |  |  |                      |                      |                      |                      |  |  |                |                |                |                |
|  | E1           | FC Cincinnati           | 2            | 2                      |    |                         |                           |                           |                           |                           |  |  |                      |                      |                      |                      |  |  |                |                |                |                |
|  | E8           | Red Bulls de New York   | 0            | 0                      |    |                         |                           |                           |                           |                           |  |  |                      |                      |                      |                      |  |  |                |                |                |                |
|  | E8           | Red Bulls de New York   | 0            | 0                      | E1 | FC Cincinnati           | 1                         | 1                         |                           |                           |  |  |                      |                      |                      |                      |  |  |                |                |                |                |
|  |              |                         |              |                        | E1 | FC Cincinnati           | 1                         | 1                         |                           |                           |  |  |                      |                      |                      |                      |  |  |                |                |                |                |
|  |              |                         | E4           | Union de Philadelphie  | 0  | 0                       |                           |                           |                           |                           |  |  |                      |                      |                      |                      |  |  |                |                |                |                |
|  | E4           | Union de Philadelphie   | E4           | Union de Philadelphie  | 0  | 0                       | 2                         | 2                         |                           |                           |  |  |                      |                      |                      |                      |  |  |                |                |                |                |
|  | E4           | Union de Philadelphie   |              |                        |    |                         |                           | 2                         |                           |                           |  |  |                      |                      |                      |                      |  |  |                |                |                |                |
|  | E5           | Revolution de la N-A    | 0            | 0                      |    |                         |                           |                           |                           |                           |  |  |                      |                      |                      |                      |  |  |                |                |                |                |
|  | E5           | Revolution de la N-A    | 0            | 0                      | E1 | FC Cincinnati           | 2                         | 2                         |                           |                           |  |  |                      |                      |                      |                      |  |  |                |                |                |                |
|  |              |                         |              |                        | E1 | FC Cincinnati           | 2                         | 2                         |                           |                           |  |  |                      |                      |                      |                      |  |  |                |                |                |                |
|  |              |                         | E3           | Crew de Columbus a. p. | 3  | 3                       |                           |                           |                           |                           |  |  |                      |                      |                      |                      |  |  |                |                |                |                |
|  | E3           | Crew de Columbus        | E3           | Crew de Columbus a. p. | 3  | 3                       | 2                         | 2                         |                           |                           |  |  |                      |                      |                      |                      |  |  |                |                |                |                |
|  | E3           | Crew de Columbus        |              |                        |    |                         |                           | 2                         |                           |                           |  |  |                      |                      |                      |                      |  |  |                |                |                |                |
|  | E6           | Atlanta United          | 1            | 1                      |    |                         |                           |                           |                           |                           |  |  |                      |                      |                      |                      |  |  |                |                |                |                |
|  | E6           | Atlanta United          | 1            | 1                      | E3 | Crew de Columbus a. p.  | 2                         | 2                         |                           |                           |  |  |                      |                      |                      |                      |  |  |                |                |                |                |
|  |              |                         |              |                        | E3 | Crew de Columbus a. p.  | 2                         | 2                         |                           |                           |  |  |                      |                      |                      |                      |  |  |                |                |                |                |
|  |              |                         | E2           | Orlando City SC        | 0  | 0                       |                           |                           |                           |                           |  |  |                      |                      |                      |                      |  |  |                |                |                |                |
|  | E2           | Orlando City SC         | E2           | Orlando City SC        | 0  | 0                       | 2                         | 2                         |                           |                           |  |  |                      |                      |                      |                      |  |  |                |                |                |                |
|  | E2           | Orlando City SC         |              |                        |    |                         |                           | 2                         |                           |                           |  |  |                      |                      |                      |                      |  |  |                |                |                |                |
|  | E7           | Nashville SC            | 0            | 0                      |    |                         |                           |                           |                           |                           |  |  |                      |                      |                      |                      |  |  |                |                |                |                |
|  | E7           | Nashville SC            | 0            | 0                      | E3 | Crew de Columbus        | 2                         | 2                         |                           |                           |  |  |                      |                      |                      |                      |  |  |                |                |                |                |
|  |              |                         |              |                        | E3 | Crew de Columbus        | 2                         | 2                         |                           |                           |  |  |                      |                      |                      |                      |  |  |                |                |                |                |
|  |              |                         | O3           | Los Angeles FC         | 1  | 1                       |                           |                           |                           |                           |  |  |                      |                      |                      |                      |  |  |                |                |                |                |
|  | O1           | St. Louis City SC       | O3           | Los Angeles FC         | 1  | 1                       | 0                         | 0                         |                           |                           |  |  |                      |                      |                      |                      |  |  |                |                |                |                |
|  | O1           | St. Louis City SC       |              |                        |    |                         |                           | 0                         |                           |                           |  |  |                      |                      |                      |                      |  |  |                |                |                |                |
|  | O8           | Sporting de Kansas City | 2            | 2                      |    |                         |                           |                           |                           |                           |  |  |                      |                      |                      |                      |  |  |                |                |                |                |
|  | O8           | Sporting de Kansas City | 2            | 2                      | O8 | Sporting de Kansas City | 0                         | 0                         |                           |                           |  |  |                      |                      |                      |                      |  |  |                |                |                |                |
|  |              |                         |              |                        | O8 | Sporting de Kansas City | 0                         | 0                         |                           |                           |  |  |                      |                      |                      |                      |  |  |                |                |                |                |
|  |              |                         | O4           | Dynamo de Houston      | 1  | 1                       |                           |                           |                           |                           |  |  |                      |                      |                      |                      |  |  |                |                |                |                |
|  | O4           | Dynamo de Houston       | O4           | Dynamo de Houston      | 1  | 1                       | 2                         | 2                         |                           |                           |  |  |                      |                      |                      |                      |  |  |                |                |                |                |
|  | O4           | Dynamo de Houston       |              |                        |    |                         |                           | 2                         |                           |                           |  |  |                      |                      |                      |                      |  |  |                |                |                |                |
|  | O5           | Real Salt Lake          | 1            | 1                      |    |                         |                           |                           |                           |                           |  |  |                      |                      |                      |                      |  |  |                |                |                |                |
|  | O5           | Real Salt Lake          | 1            | 1                      | O4 | Dynamo de Houston       | 0                         | 0                         |                           |                           |  |  |                      |                      |                      |                      |  |  |                |                |                |                |
|  |              |                         |              |                        | O4 | Dynamo de Houston       | 0                         | 0                         |                           |                           |  |  |                      |                      |                      |                      |  |  |                |                |                |                |
|  |              |                         | O3           | Los Angeles FC         | 2  | 2                       |                           |                           |                           |                           |  |  |                      |                      |                      |                      |  |  |                |                |                |                |
|  | O3           | Los Angeles FC          | O3           | Los Angeles FC         | 2  | 2                       | 2                         | 2                         |                           |                           |  |  |                      |                      |                      |                      |  |  |                |                |                |                |
|  | O3           | Los Angeles FC          |              |                        |    |                         |                           | 2                         |                           |                           |  |  |                      |                      |                      |                      |  |  |                |                |                |                |
|  | O6           | Whitecaps de Vancouver  | 0            | 0                      |    |                         |                           |                           |                           |                           |  |  |                      |                      |                      |                      |  |  |                |                |                |                |
|  | O6           | Whitecaps de Vancouver  | 0            | 0                      | O3 | Los Angeles FC          | 1                         | 1                         |                           |                           |  |  |                      |                      |                      |                      |  |  |                |                |                |                |
|  |              |                         |              |                        | O3 | Los Angeles FC          | 1                         | 1                         |                           |                           |  |  |                      |                      |                      |                      |  |  |                |                |                |                |
|  |              |                         | O2           | Sounders de Seattle    | 0  | 0                       |                           |                           |                           |                           |  |  |                      |                      |                      |                      |  |  |                |                |                |                |
|  | O2           | Sounders de Seattle     | O2           | Sounders de Seattle    | 0  | 0                       | 2                         | 2                         |                           |                           |  |  |                      |                      |                      |                      |  |  |                |                |                |                |
|  | O2           | Sounders de Seattle     |              |                        |    |                         |                           | 2                         |                           |                           |  |  |                      |                      |                      |                      |  |  |                |                |                |                |
|  | O7           | FC Dallas               | 1            | 1                      |    |                         |                           |                           |                           |                           |  |  |                      |                      |                      |                      |  |  |                |                |                |                |
|  | O7           | FC Dallas               | 1            | 1                      |    |                         |                           |                           |                           |                           |  |  |                      |                      |                      |                      |  |  |                |                |                |                |
|  |              |                         |              |                        |    |                         |                           |                           |                           |                           |  |  |                      |                      |                      |                      |  |  |                |                |                |                |

#### Tour préliminaire

##### Conférence Est
| 25 octobre 2023 | Red Bulls de New York                        | 5 - 2   | Charlotte FC              | Red Bull Arena, Harrison                       |                                                |
| 19h30           | Manoel 10e 37e 78e · Tolkin 26e · Barlow 56e | (3 - 0) | 49e Vargas · 64e Agyemang | Spectateurs : 16 074 Arbitrage : Ismail Elfath | Spectateurs : 16 074 Arbitrage : Ismail Elfath |
| 19h30           | Rapport                                      |         |                           | Spectateurs : 16 074 Arbitrage : Ismail Elfath | Spectateurs : 16 074 Arbitrage : Ismail Elfath |

##### Conférence Ouest
| 25 octobre 2023 | Sporting de Kansas City                    | 0 - 0             | Earthquakes de San José            | Children's Mercy Park, Kansas City             |                                                |
| 20h30           |                                            | (0 - 0)           |                                    | Spectateurs : 17 437 Arbitrage : Allen Chapman | Spectateurs : 17 437 Arbitrage : Allen Chapman |
| 20h30           | Rapport                                    |                   |                                    | Spectateurs : 17 437 Arbitrage : Allen Chapman | Spectateurs : 17 437 Arbitrage : Allen Chapman |
| 20h30           | Russell · Pulido · Thommy · Kinda · Sallói | Tirs au but 4 - 2 | Espinoza · Yueill · Skahan · Akapo | Spectateurs : 17 437 Arbitrage : Allen Chapman | Spectateurs : 17 437 Arbitrage : Allen Chapman |

#### Premier tour

##### Conférence Est
| 30 octobre 2023 | FC Cincinnati                | 3 - 0   | Red Bulls de New York | TQL Stadium, Cincinnati                         |                                                 |
| 20h00           | Barreal 23e 89e · Acosta 35e | (2 - 0) |                       | Spectateurs : 24 022 Arbitrage : Rubiel Vazquez | Spectateurs : 24 022 Arbitrage : Rubiel Vazquez |
| 20h00           | Rapport                      |         |                       | Spectateurs : 24 022 Arbitrage : Rubiel Vazquez | Spectateurs : 24 022 Arbitrage : Rubiel Vazquez |

| 4 novembre 2023 | Red Bulls de New York                                                                         | 1 - 1             | FC Cincinnati                                                                               | Red Bull Arena, Harrison                      |                                               |
| 19h00           | Barlow 45e                                                                                    | (1 - 0)           | 75e Boupendza                                                                               | Spectateurs : 20 044 Arbitrage : Victor Rivas | Spectateurs : 20 044 Arbitrage : Victor Rivas |
| 19h00           | Rapport                                                                                       |                   |                                                                                             | Spectateurs : 20 044 Arbitrage : Victor Rivas | Spectateurs : 20 044 Arbitrage : Victor Rivas |
| 19h00           | Fernandez · Amaya · S. Nealis · Harper · Tolkin · D. Nealis · Manoel · Stroud · Ngoma · Reyes | Tirs au but 7 - 8 | Acosta · Kubo · Arias · Vazquez · Barreal · Miazga · Boupendza · Santos · Mosquera · Moreno | Spectateurs : 20 044 Arbitrage : Victor Rivas | Spectateurs : 20 044 Arbitrage : Victor Rivas |

| 31 octobre 2023 | Orlando City SC | 1 - 0   | Nashville SC | Exploria Stadium, Orlando                           |                                                     |
| 19h00           | Cartagena 41e   | (1 - 0) |              | Spectateurs : 19 744 Arbitrage : Armando Villarreal | Spectateurs : 19 744 Arbitrage : Armando Villarreal |
| 19h00           | Rapport         |         |              | Spectateurs : 19 744 Arbitrage : Armando Villarreal | Spectateurs : 19 744 Arbitrage : Armando Villarreal |

| 7 novembre 2023 | Nashville SC | 0 - 1   | Orlando City SC | Geodis Park, Nashville                         |                                                |
| 20h00           |              | (0 - 1) | 6e Angulo       | Spectateurs : 25 315 Arbitrage : Allen Chapman | Spectateurs : 25 315 Arbitrage : Allen Chapman |
| 20h00           | Rapport      |         |                 | Spectateurs : 25 315 Arbitrage : Allen Chapman | Spectateurs : 25 315 Arbitrage : Allen Chapman |

| 1er novembre 2023 | Crew de Columbus           | 2 - 0   | Atlanta United | Lower.com Field, Columbus                      |                                                |
| 19h30             | Hernández 45+1e 51e (pen.) | (1 - 0) |                | Spectateurs : 20 176 Arbitrage : Lukasz Szpala | Spectateurs : 20 176 Arbitrage : Lukasz Szpala |
| 19h30             | Rapport                    |         |                | Spectateurs : 20 176 Arbitrage : Lukasz Szpala | Spectateurs : 20 176 Arbitrage : Lukasz Szpala |

| 7 novembre 2023 | Atlanta United                                            | 4 - 2   | Crew de Columbus              | Mercedes-Benz Stadium, Atlanta               |                                              |
| 19h00           | Giakoumákis 38e · Silva 45+4e · Mosquera 83e · Almada 88e | (2 - 1) | 45e Hernández · 90+5e Arfsten | Spectateurs : 41 850 Arbitrage : Chris Penso | Spectateurs : 41 850 Arbitrage : Chris Penso |
| 19h00           | Rapport                                                   |         |                               | Spectateurs : 41 850 Arbitrage : Chris Penso | Spectateurs : 41 850 Arbitrage : Chris Penso |

| 12 novembre 2023 | Crew de Columbus                                | 4 - 2   | Atlanta United              | Lower.com Field, Columbus                           |                                                     |
| 19h00            | Nagbe 9e · Amundsen 17e · Mățan 33e · Rossi 47e | (3 - 1) | 35e Giakoumákis · 50e Silva | Spectateurs : 20 182 Arbitrage : Armando Villarreal | Spectateurs : 20 182 Arbitrage : Armando Villarreal |
| 19h00            | Rapport                                         |         |                             | Spectateurs : 20 182 Arbitrage : Armando Villarreal | Spectateurs : 20 182 Arbitrage : Armando Villarreal |

| 28 octobre 2023 | Union de Philadelphie                      | 3 - 1   | Revolution de la Nouvelle-Angleterre | Subaru Park, Chester                                 |                                                      |
| 17h00           | Gazdag 19e (pen.) · Uhre 26e · Harriel 37e | (3 - 0) | 68e Bou                              | Spectateurs : 19 778 Arbitrage : Pierre-Luc Lauzière | Spectateurs : 19 778 Arbitrage : Pierre-Luc Lauzière |
| 17h00           | Rapport                                    |         |                                      | Spectateurs : 19 778 Arbitrage : Pierre-Luc Lauzière | Spectateurs : 19 778 Arbitrage : Pierre-Luc Lauzière |

| 8 novembre 2023 | Revolution de la Nouvelle-Angleterre | 0 - 1   | Union de Philadelphie | Gillette Stadium, Foxborough                  |                                               |
| 19h00           |                                      | (0 - 0) | 79e Donovan           | Spectateurs : 15 214 Arbitrage : Drew Fischer | Spectateurs : 15 214 Arbitrage : Drew Fischer |
| 19h00           | Rapport                              |         |                       | Spectateurs : 15 214 Arbitrage : Drew Fischer | Spectateurs : 15 214 Arbitrage : Drew Fischer |

##### Conférence Ouest
| 29 octobre 2023 | St. Louis City SC | 1 - 4   | Sporting de Kansas City                          | CityPark, Saint-Louis                      |                                            |
| 21h00           | Parker 28e        | (1 - 3) | 27e Ndenbe · 36e Walter · 39e Kinda · 61e Sallói | Spectateurs : 22 423 Arbitrage : Ted Unkel | Spectateurs : 22 423 Arbitrage : Ted Unkel |
| 21h00           | Rapport           |         |                                                  | Spectateurs : 22 423 Arbitrage : Ted Unkel | Spectateurs : 22 423 Arbitrage : Ted Unkel |

| 5 novembre 2023 | Sporting de Kansas City   | 2 - 1   | St. Louis City SC | Children's Mercy Park, Kansas City             |                                                |
| 16h00           | Ndenbe 45+1e · Sallói 73e | (1 - 0) | 86e Pompeu        | Spectateurs : 21 650 Arbitrage : Ismail Elfath | Spectateurs : 21 650 Arbitrage : Ismail Elfath |
| 16h00           | Rapport                   |         |                   | Spectateurs : 21 650 Arbitrage : Ismail Elfath | Spectateurs : 21 650 Arbitrage : Ismail Elfath |

| 30 octobre 2023 | Sounders de Seattle            | 2 - 0   | FC Dallas | Lumen Field, Seattle                              |                                                   |
| 18h00           | Rusnák 43e (pen.) · Morris 74e | (1 - 0) |           | Spectateurs : 30 741 Arbitrage : Joseph Dickerson | Spectateurs : 30 741 Arbitrage : Joseph Dickerson |
| 18h00           | Rapport                        |         |           | Spectateurs : 30 741 Arbitrage : Joseph Dickerson | Spectateurs : 30 741 Arbitrage : Joseph Dickerson |

| 4 novembre 2023 | FC Dallas                                     | 3 - 1   | Sounders de Seattle | Toyota Stadium, Frisco                           |                                                  |
| 20h00           | Arriola 6e · Ferreira 18e (pen.) · Obrian 89e | (2 - 0) | 48e Morris          | Spectateurs : 19 096 Arbitrage : Rosendo Mendoza | Spectateurs : 19 096 Arbitrage : Rosendo Mendoza |
| 20h00           | Rapport                                       |         |                     | Spectateurs : 19 096 Arbitrage : Rosendo Mendoza | Spectateurs : 19 096 Arbitrage : Rosendo Mendoza |

| 10 novembre 2023 | Sounders de Seattle | 1 - 0   | FC Dallas | Lumen Field, Seattle                           |                                                |
| 19h00            | Rusnák 36e          | (1 - 0) |           | Spectateurs : 33 048 Arbitrage : Fotis Bazakos | Spectateurs : 33 048 Arbitrage : Fotis Bazakos |
| 19h00            | Rapport             |         |           | Spectateurs : 33 048 Arbitrage : Fotis Bazakos | Spectateurs : 33 048 Arbitrage : Fotis Bazakos |

| 28 octobre 2023 | Los Angeles FC                                       | 5 - 2   | Whitecaps de Vancouver   | BMO Stadium, Los Angeles                     |                                              |
| 17h00           | Hollingshead 18e 52e · Bouanga 29e 64e · Murillo 80e | (2 - 2) | 27e White · 40e Adekugbe | Spectateurs : 22 002 Arbitrage : Jon Freemon | Spectateurs : 22 002 Arbitrage : Jon Freemon |
| 17h00           | Rapport                                              |         |                          | Spectateurs : 22 002 Arbitrage : Jon Freemon | Spectateurs : 22 002 Arbitrage : Jon Freemon |

| 5 novembre 2023 | Whitecaps de Vancouver | 0 - 1   | Los Angeles FC     | BC Place, Vancouver                           |                                               |
| 16h30           |                        | (0 - 1) | 24e (pen.) Bouanga | Spectateurs : 30 204 Arbitrage : Timothy Ford | Spectateurs : 30 204 Arbitrage : Timothy Ford |
| 16h30           | Rapport                |         |                    | Spectateurs : 30 204 Arbitrage : Timothy Ford | Spectateurs : 30 204 Arbitrage : Timothy Ford |

| 29 octobre 2023 | Dynamo de Houston       | 2 - 1   | Real Salt Lake | Shell Energy Stadium, Houston                       |                                                     |
| 17h00           | Herrera 22e · Bassi 79e | (1 - 0) | 54e Luna       | Spectateurs : 17 508 Arbitrage : Guido Gonzales Jr. | Spectateurs : 17 508 Arbitrage : Guido Gonzales Jr. |
| 17h00           | Rapport                 |         |                | Spectateurs : 17 508 Arbitrage : Guido Gonzales Jr. | Spectateurs : 17 508 Arbitrage : Guido Gonzales Jr. |

| 6 novembre 2023 | Real Salt Lake                             | 1 - 1             | Dynamo de Houston                                    | America First Field, Sandy                     |                                                |
| 19h00           | Savarino 70e                               | (0 - 1)           | 28e Bassi                                            | Spectateurs : 20 251 Arbitrage : Fotis Bazakos | Spectateurs : 20 251 Arbitrage : Fotis Bazakos |
| 19h00           | Rapport                                    |                   |                                                      | Spectateurs : 20 251 Arbitrage : Fotis Bazakos | Spectateurs : 20 251 Arbitrage : Fotis Bazakos |
| 19h00           | Arango · Kreilach · Savarino · Vera · Luna | Tirs au but 5 - 4 | Bassi · Carrasquilla · Úlfarrson · Dorsey · Quiñónes | Spectateurs : 20 251 Arbitrage : Fotis Bazakos | Spectateurs : 20 251 Arbitrage : Fotis Bazakos |

| 11 novembre 2023 | Dynamo de Houston                                    | 1 - 1             | Real Salt Lake                          | Shell Energy Stadium, Houston                |                                              |
| 15h00            | Baird 28e                                            | (1 - 0)           | 65e Luna                                | Spectateurs : 16 374 Arbitrage : Chris Penso | Spectateurs : 16 374 Arbitrage : Chris Penso |
| 15h00            | Rapport                                              |                   |                                         | Spectateurs : 16 374 Arbitrage : Chris Penso | Spectateurs : 16 374 Arbitrage : Chris Penso |
| 15h00            | Carrasquilla · Úlfarrson · Bassi · Quiñónes · Dorsey | Tirs au but 4 - 3 | Arango · Rubin · Luna · Vera · Musovski | Spectateurs : 16 374 Arbitrage : Chris Penso | Spectateurs : 16 374 Arbitrage : Chris Penso |

#### Demi-finales de conférence

##### Conférence Est
| 25 novembre 2023 | Orlando City SC | 0 - 2 a. p.           | Crew de Columbus             | Exploria Stadium, Orlando                    |                                              |
| 17h30            |                 | (0 - 0, 0 - 0, 0 - 1) | 93e Ramirez · 118e Hernández | Spectateurs : 25 527 Arbitrage : Jon Freemon | Spectateurs : 25 527 Arbitrage : Jon Freemon |
| 17h30            | Rapport         |                       |                              | Spectateurs : 25 527 Arbitrage : Jon Freemon | Spectateurs : 25 527 Arbitrage : Jon Freemon |

| 25 novembre 2023 | FC Cincinnati  | 1 - 0   | Union de Philadelphie | TQL Stadium, Cincinnati                        |                                                |
| 20h              | Mosquera 90+4e | (0 - 0) |                       | Spectateurs : 25 513 Arbitrage : Ismail Elfath | Spectateurs : 25 513 Arbitrage : Ismail Elfath |
| 20h              | Rapport        |         |                       | Spectateurs : 25 513 Arbitrage : Ismail Elfath | Spectateurs : 25 513 Arbitrage : Ismail Elfath |

##### Conférence Ouest
| 26 novembre 2023 | Dynamo de Houston | 1 - 0   | Sporting de Kansas City | Shell Energy Stadium, Houston                       |                                                     |
| 18h              | Escobar 39e       | (1 - 0) |                         | Spectateurs : 20 319 Arbitrage : Guido Gonzales Jr. | Spectateurs : 20 319 Arbitrage : Guido Gonzales Jr. |
| 18h              | Rapport           |         |                         | Spectateurs : 20 319 Arbitrage : Guido Gonzales Jr. | Spectateurs : 20 319 Arbitrage : Guido Gonzales Jr. |

| 26 novembre 2023 | Sounders de Seattle | 0 - 1   | Los Angeles FC | Lumen Field, Seattle                       |                                            |
| 18h30            |                     | (0 - 1) | 30e Bouanga    | Spectateurs : 33 649 Arbitrage : Ted Unkel | Spectateurs : 33 649 Arbitrage : Ted Unkel |
| 18h30            | Rapport             |         |                | Spectateurs : 33 649 Arbitrage : Ted Unkel | Spectateurs : 33 649 Arbitrage : Ted Unkel |

#### Finale de conférence

##### Conférence Est
| 2 décembre 2023 | FC Cincinnati              | 2 - 3 a. p.           | Crew de Columbus                            | TQL Stadium, Cincinnati                        |                                                |
| 18h             | Vazquez 14e · Acosta 45+3e | (2 - 0, 2 - 2, 2 - 2) | 75e (csc) Powell · 86e Rossi · 115e Ramirez | Spectateurs : 25 513 Arbitrage : Allen Chapman | Spectateurs : 25 513 Arbitrage : Allen Chapman |
| 18h             | Rapport                    |                       |                                             | Spectateurs : 25 513 Arbitrage : Allen Chapman | Spectateurs : 25 513 Arbitrage : Allen Chapman |

##### Conférence Ouest
| 2 décembre 2023 | Los Angeles FC                       | 2 - 0   | Dynamo de Houston | BMO Stadium, Los Angeles                      |                                               |
| 18h30           | Hollingshead 44e · Escobar 80e (csc) | (1 - 0) |                   | Spectateurs : 22 221 Arbitrage : Victor Rivas | Spectateurs : 22 221 Arbitrage : Victor Rivas |
| 18h30           | Rapport                              |         |                   | Spectateurs : 22 221 Arbitrage : Victor Rivas | Spectateurs : 22 221 Arbitrage : Victor Rivas |

#### Coupe MLS
| 9 décembre 2023 | Crew de Columbus                  | 2 - 1   | Los Angeles FC | Lower.com Field, Columbus                           |                                                     |
| 16h             | Hernández 33e (pen.) · Yeboah 37e | (2 - 0) | 74e Bouanga    | Spectateurs : 20 802 Arbitrage : Armando Villarreal | Spectateurs : 20 802 Arbitrage : Armando Villarreal |
| 16h             | Rapport                           |         |                | Spectateurs : 20 802 Arbitrage : Armando Villarreal | Spectateurs : 20 802 Arbitrage : Armando Villarreal |

## Statistiques individuelles
| Rang | Joueur              | Club                    | Buts | Passes |
| ---- | ------------------- | ----------------------- | ---- | ------ |
| 1    | Denis Bouanga       | Los Angeles FC          | 20   | 7      |
| 2    | Luciano Acosta      | FC Cincinnati           | 17   | 14     |
| 3    | Giórgos Giakoumákis | Atlanta United          | 17   | 3      |
| 4    | Cucho Hernández     | Crew de Columbus        | 16   | 11     |
| 5    | Hany Mukhtar        | Nashville SC            | 15   | 11     |
| 6    | Brian White         | Whitecaps de Vancouver  | 15   | 5      |
| 7    | Dániel Gazdag       | Union de Philadelphie   | 14   | 11     |
| 8    | Julián Carranza     | Union de Philadelphie   | 14   | 6      |
| 9    | Facundo Torres      | Orlando City SC         | 14   | 4      |
| 10   | Christian Benteke   | D.C. United             | 14   | 4      |
| 11   | Alan Pulido         | Sporting de Kansas City | 14   | 3      |

| Rang | Joueur            | Club                                 | Passes |
| ---- | ----------------- | ------------------------------------ | ------ |
| 1    | Thiago Almada     | Atlanta United FC                    | 19     |
| 2    | Héctor Herrera    | Dynamo de Houston                    | 17     |
| 3    | Carles Gil        | Revolution de la Nouvelle-Angleterre | 15     |
| 4    | Luciano Acosta    | FC Cincinnati                        | 14     |
| 4    | Eduard Löwen      | St. Louis City SC                    | 14     |
| 6    | Cristian Espinoza | Earthquakes de San José              | 13     |
| 7    | Ryan Gauld        | Whitecaps de Vancouver               | 12     |
| 7    | Mauricio Pereyra  | Orlando City SC                      | 12     |
| 7    | Carlos Vela       | Los Angeles FC                       | 12     |
| 10   | Dániel Gazdag     | Union de Philadelphie                | 11     |
| 10   | Cucho Hernández   | Crew de Columbus                     | 11     |
| 10   | Alexandru Mățan   | Crew de Columbus                     | 11     |
| 10   | Hany Mukhtar      | Nashville SC                         | 11     |
| 10   | Connor Ronan      | Rapids du Colorado                   | 11     |
| 10   | Erik Thommy       | Sporting de Kansas City              | 11     |

## Récompenses individuelles

### Récompenses annuelles
| Trophée                            | Joueur              | Club                    |
| ---------------------------------- | ------------------- | ----------------------- |
| Meilleur joueur (saison régulière) | Luciano Acosta      | FC Cincinnati           |
| Meilleur joueur (finale MLS)       | Cucho Hernández     | Crew de Columbus        |
| Meilleur jeune joueur              | Thiago Almada       | Atlanta United FC       |
| Meilleur gardien                   | Roman Bürki         | St. Louis City SC       |
| Meilleur défenseur                 | Matt Miazga         | FC Cincinnati           |
| Meilleur entraîneur                | Pat Noonan          | FC Cincinnati           |
| Meilleur nouveau venu              | Giórgos Giakoumákis | Atlanta United FC       |
| Meilleur retour                    | Alan Pulido         | Sporting de Kansas City |
| Meilleur buteur                    | Denis Bouanga       | Los Angeles FC          |
| Action humanitaire de l'année      | Alejandro Bedoya    | Union de Philadelphie   |
| Meilleur arbitre                   | Victor Rivas        | Victor Rivas            |
| Meilleur arbitre assistant         | Ian McKay           | Ian McKay               |
| Meilleur but                       | Luciano Acosta      | FC Cincinnati           |
| Meilleur arrêt                     | Roman Celentano     | FC Cincinnati           |

### Équipe-type
| Poste      | Joueurs             | Club              |
| ---------- | ------------------- | ----------------- |
| Gardien    | Roman Bürki         | St. Louis City SC |
| Défenseurs | Matt Miazga         | FC Cincinnati     |
| Défenseurs | Tim Parker          | St. Louis City SC |
| Défenseurs | Walker Zimmerman    | Nashville SC      |
| Milieux    | Luciano Acosta      | FC Cincinnati     |
| Milieux    | Thiago Almada       | Atlanta United    |
| Milieux    | Héctor Herrera      | Dynamo de Houston |
| Milieux    | Hany Mukhtar        | Nashville SC      |
| Attaquant  | Denis Bouanga       | Los Angeles FC    |
| Attaquant  | Giórgos Giakoumákis | Atlanta United    |
| Attaquant  | Cucho Hernández     | Crew de Columbus  |

### Récompenses mensuelles

#### Joueur du mois
| Mois            | Joueur            | Équipe                  | Lien     |
| --------------- | ----------------- | ----------------------- | -------- |
| Février et mars | Thiago Almada     | Atlanta United FC       | 4M 4B 4P |
| Avril           | Cristian Espinoza | Earthquakes de San José | 5M 5B 1P |
| Mai             | Hany Mukhtar      | Nashville Soccer Club   | 5M 6B 2P |
| Juin            | Alan Pulido       | Sporting de Kansas City | 5M 6B 1P |
| Juillet         | Luciano Acosta    | FC Cincinnati           | 4M 3B 4P |
| Août            | Luciano Acosta    | FC Cincinnati           | 3M 1B 3P |
| Septembre       | Cucho Hernández   | Crew de Columbus        | 5M 8B 1P |
| Octobre         | Denis Bouanga     | Los Angeles FC          | 4M 6B 1P |

M=Matchs ; B=Buts ; P=Passes décisives

### Récompenses hebdomadaires

#### Joueur de la semaine
| Semaine    | Joueur              | Équipe                               | Lien            |
| ---------- | ------------------- | ------------------------------------ | --------------- |
| Semaine 1  | Thiago Almada       | Atlanta United FC                    | 2B (dont BV)    |
| Semaine 2  | Lucas Zelarayán     | Crew de Columbus                     | 2B              |
| Semaine 3  | Caleb Wiley         | Atlanta United FC                    | 2B 1P           |
| Semaine 4  | Thiago Almada       | Atlanta United FC                    | 2B 2P           |
| Semaine 5  | Jordan Morris       | Sounders de Seattle                  | 4B              |
| Semaine 6  | Simon Becher        | Whitecaps de Vancouver               | 2B 1P           |
| Semaine 7  | Denis Bouanga       | Los Angeles FC                       | 3B              |
| Semaine 8  | Carlos Vela         | Los Angeles FC                       | 2B 1P           |
| Semaine 9  | Mikael Uhre         | Union de Philadelphie                | 3B              |
| Semaine 10 | Leonardo Campana    | Inter Miami                          | 2B (dont BV)    |
| Semaine 11 | Hany Mukhtar        | Nashville Soccer Club                | 3B              |
| Semaine 12 | Evander             | Timbers de Portland                  | 2B              |
| Semaine 13 | Brandon Cambridge   | Charlotte FC                         | 2B (dont BV)    |
| Semaine 14 | Luciano Acosta      | FC Cincinnati                        | 2B              |
| Semaine 15 | Julián Carranza     | Union de Philadelphie                | 2B              |
| Semaine 16 | Carles Gil          | Revolution de la Nouvelle-Angleterre | 2B              |
| Semaine 17 | Julián Carranza     | Union de Philadelphie                | 2B              |
| Semaine 18 | Alan Pulido         | Sporting de Kansas City              | 2B 1P           |
| Semaine 19 | Hany Mukhtar        | Nashville Soccer Club                | 3B              |
| Semaine 20 | Damir Kreilach      | Real Salt Lake                       | 2B              |
| Semaine 21 | Ryan Gauld          | Whitecaps de Vancouver               | 1B 2P           |
| Semaine 22 | Randall Leal        | Nashville Soccer Club                | 2B              |
| Semaine 23 | Riqui Puig          | Galaxy de Los Angeles                | BV              |
| Semaine 24 | Léo Chú             | Sounders de Seattle                  | 2B              |
| Semaine 25 | Dániel Gazdag       | Union de Philadelphie                | 2B              |
| Semaine 26 | Diego Luna          | Real Salt Lake                       | 2B              |
| Semaine 27 | Giórgos Giakoumákis | Atlanta United FC                    | 2B              |
| Semaine 28 | Thiago Almada       | Atlanta United FC                    | 1B 2P           |
| Semaine 29 | Emanuel Reynoso     | Minnesota United                     | 2B              |
| Semaine 30 | Cucho Hernández     | Crew de Columbus                     | 3B              |
| Semaine 31 | Leonardo Campana    | Inter Miami                          | 2B              |
| Semaine 32 | Ramiro Enrique      | Orlando City                         | 2B (dont BV) 1P |
| Semaine 33 | Billy Sharp         | Galaxy de Los Angeles                | 3B              |
| Semaine 34 | Luciano Acosta      | FC Cincinnati                        | 1B 1P           |
| Semaine 35 | João Klauss         | St. Louis City                       | 2B              |
| Semaine 36 | Denis Bouanga       | Los Angeles FC                       | 3B              |
| Semaine 37 | Teemu Pukki         | Minnesota United                     | 4B              |
| Semaine 38 | Johnny Russell      | Sporting de Kansas City              | 2B              |

B=Buts ; P=Passes décisives ; BV=But Vainqueur

#### But de la semaine
| Semaine    | Joueur                | Équipe                  |
| ---------- | --------------------- | ----------------------- |
| Semaine 1  | Thiago Almada         | Atlanta United          |
| Semaine 2  | Robert Taylor         | Inter Miami CF          |
| Semaine 3  | Jon Gallagher         | Austin FC               |
| Semaine 4  | Thiago Almada         | Atlanta United          |
| Semaine 5  | João Klauss           | St. Louis City          |
| Semaine 6  | Federico Bernardeschi | Toronto FC              |
| Semaine 7  | Josh Atencio          | Sounders de Seattle     |
| Semaine 8  | Tyler Boyd            | Galaxy de Los Angeles   |
| Semaine 9  | Karol Świderski       | Charlotte FC            |
| Semaine 10 | Christian Benteke     | D.C. United             |
| Semaine 11 | Claudio Bravo         | Timbers de Portland     |
| Semaine 12 | Evander               | Timbers de Portland     |
| Semaine 13 | Giórgos Giakoumákis   | Atlanta United          |
| Semaine 14 | Bongokuhle Hlongwane  | Minnesota United        |
| Semaine 15 | Eduard Löwen          | St. Louis City          |
| Semaine 16 | Memo Rodríguez        | Galaxy de Los Angeles   |
| Semaine 17 | Luciano Acosta        | FC Cincinnati           |
| Semaine 18 | Lucas Zelarayán       | Crew de Columbus        |
| Semaine 19 | Pablo Ruiz            | Real Salt Lake          |
| Semaine 20 | José Andrés Martínez  | Union de Philadelphie   |
| Semaine 21 | Justen Glad           | Real Salt Lake          |
| Semaine 22 | Thiago Almada         | Atlanta United          |
| Semaine 23 | Tyler Boyd            | Galaxy de Los Angeles   |
| Semaine 24 | Riqui Puig            | Galaxy de Los Angeles   |
| Semaine 25 | Miguel Trauco         | Earthquakes de San José |
| Semaine 26 | Eduard Löwen          | St. Louis City          |
| Semaine 27 | Samuel Adeniran       | St. Louis City          |
| Semaine 28 | Lionel Messi          | Inter Miami CF          |
| Semaine 29 | Riqui Puig            | Galaxy de Los Angeles   |
| Semaine 30 | Evander               | Timbers de Portland     |
| Semaine 31 | Facundo Farías        | Inter Miami CF          |
| Semaine 32 | Leonardo Campana      | Inter Miami CF          |
| Semaine 33 | Robert Taylor         | Inter Miami CF          |
| Semaine 34 | Njabulo Blom          | St. Louis City          |
| Semaine 35 | Mateusz Klich         | D.C. United             |
| Semaine 36 | Brecht Dejaegere      | Charlotte FC            |
| Semaine 37 | Ashley Westwood       | Charlotte FC            |
| Semaine 38 | Duncan McGuire        | Orlando City SC         |

## Bilan
| Championnat des États-Unis de football 2023            |                                      |
| Champion                                               | Crew de Columbus (3e titre)          |
| Dauphin                                                | Los Angeles FC                       |
| Séries (demi-finales de conférence)                    | FC Cincinnati                        |
| Séries (demi-finales de conférence)                    | Orlando City SC                      |
| Séries (demi-finales de conférence)                    | Crew de Columbus                     |
| Séries (demi-finales de conférence)                    | Union de Philadelphie                |
| Séries (demi-finales de conférence)                    | Sounders de Seattle                  |
| Séries (demi-finales de conférence)                    | Los Angeles FC                       |
| Séries (demi-finales de conférence)                    | Dynamo de Houston                    |
| Séries (demi-finales de conférence)                    | Sporting de Kansas City              |
| Coupes et trophées                                     |                                      |
| Vainqueur de la Coupe des États-Unis 2023              | Orlando City SC                      |
| Vainqueur Leagues Cup                                  | Inter Miami                          |
| Qualifications continentales                           |                                      |
| Coupe des champions de la CONCACAF 2024 (8e de finale) | Crew de Columbus                     |
| Coupe des champions de la CONCACAF 2024 (8e de finale) | Inter Miami                          |
| Coupe des champions de la CONCACAF 2024 (premier tour) | FC Cincinnati                        |
| Coupe des champions de la CONCACAF 2024 (premier tour) | Orlando City SC                      |
| Coupe des champions de la CONCACAF 2024 (premier tour) | St. Louis City SC                    |
| Coupe des champions de la CONCACAF 2024 (premier tour) | Revolution de la Nouvelle-Angleterre |